# 桥联亚甲基
桥联亚甲基或甲叉基是亚甲基的一种，结构式为-CH2-。

## 性质
桥联亚甲基可以被吸电子基团活化，被活化的亚甲基（活泼亚甲基）的氢具有酸性，可以和碱反应形成碳负离子，这种离子的电荷在所连吸电子基团上离域而具有稳定性。
活泼亚甲基可参与的反应有Knoevenagel缩合反应以及丙二酸酯合成等。
| 化合物         | 结构式 | pKa                     |
| -------------- | ------ | ----------------------- |
| 丙二腈         |        | 11（水）                |
| 乙酰丙酮       |        | 8.99（水） 13.3（DMSO） |
| 丙二酸亚异丙酯 |        | 4.97 7.32（DMSO）       |